# Rayforstia propinqua
Rayforstia propinqua is een spinnensoort in de taxonomische indeling van de Micropholcommatidae.
Het dier behoort tot het geslacht Rayforstia. De wetenschappelijke naam van de soort werd voor het eerst geldig gepubliceerd in 1959 door Raymond Robert Forster.